# Евлахов, Сергей Иванович
Сергей Иванович Евлахов (1873—1946) — русский и советский оперный и камерный певец (баритон), антрепренёр и музыкальный деятель. Заслуженный артист Грузинской ССР. Обладал голосом мягкого тембра, его исполнение отличалось музыкальностью и чёткой фразировкой. Репертуар актёра включал около 50 партий.

## Биография
Родился в 1873 году в Тифлисе в семье Ивана Ивановича Евлахова (1825—1888).
Первоначально пению обучался у Е. Ряднова в Тифлисе. В 1891—1896 годах учился в Московской консерватории у Э. Тальябуэ. С 1896 года совершенствовался в Милане у М. Видаля и с этого же года начал выступления в Италии в операх «Фауст», «Эрнани», «Трубадур».
С 1898 года пел на оперных сценах Российской империи — в Казани и Перми (1899), Сибири, Крыму и Житомире (1902), Тифлисе (1902—1903, антреприза Н. Фигнера; 1905—1906, антреприза Л. Донского; 1909—1910, антреприза А. Эйхенвальда, 1912—1913, антреприза И. Палиева), Москве (1906—1908, Частная русская опера), Екатеринбурге (1908, антреприза А. Дракули). В 1900 году гастролировал в Италии. В 1910 году певец совершил концертное турне вместе с Д. Южиным. В 1910 году записал два своих произведения на грампластинки в Петербурге (компания «Граммофон»).
В 1913—1918 годах С. И. Евлахов работал в качестве антрепренёра. После Октябрьской революции, в 1918—1946 годах был директором и художественным руководителем Тифлисского оперного театра. На его сцене поставил «Сказание о Шота Руставели», «Абесалом и Этери», «Кето и Котэ».
Умер 23 ноября 1946 года в Тбилиси. В РГАЛИ имеются документы, относящиеся к С. И. Евлахову (его письма Л. В. Собинову).
Сын — С. С. Евлахишвили (1924—2004) — советский актер и режиссер, Заслуженный деятель искусств РФ и Грузинской ССР.